# ワンダと巨像 大地の咆哮
『ワンダと巨像 大地の咆哮』（ワンダときょぞう だいちのほうこう）は、ゲーム『ワンダと巨像』のサウンドトラック。
映画『ガメラ』シリーズほか、アニメやゲームの音楽を多数手がけた大谷幸による作品で、アメリカのゲーム雑誌エレクトロニック・ゲーミング・マンスリーから「サウンドトラック・オブ・ザ・イヤー」と讃えられるなど、世界各国で高い評価を受けた。
TV番組のBGMにも頻繁に使用され、近年のゲーム音楽の中でも特に高い人気を維持している。

## 解説
演奏は大谷自身がピアノ、アイリッシュ・ブズーキ、プログラミングを担当し、管楽器は藤田乙比古グループ、弦楽器は篠崎正嗣グループが演奏した。
実際に作中で使用されたのは#1 〜 #35。また、#18「最果ての地」はNTSC版のみで使用され、PAL版では #22「鳥葬」が使用された。

## 収録曲
全曲作詞・作曲 大谷幸。
1. プロローグ 〜古えの地へ〜
2. 禁断の術
3. 掟
4. 黒い血
5. 蘇生
6. 巨像の気配
7. 異形の者達 〜巨像との戦い〜
8. 開かれる道 〜巨像との戦い〜
9. 戦いの終り
10. 偶像崩壊
11. 緑の丘陵
12. 荒ぶる邂逅 〜巨像との戦い〜
13. 蘇る力 〜巨像との戦い〜
14. 湖畔
15. 静寂 〜巨像との戦い〜
16. 力への畏怖 〜巨像との戦い〜
17. ワンダの死
18. 最果ての地
19. 忍び寄る影 〜巨像との戦い〜
20. 背後からの使者 〜巨像との戦い〜
21. 反撃 〜巨像との戦い〜
22. 鳥葬
23. 閉ざされた都市
24. 放たれた番人 〜巨像との戦い〜
25. 絶望との別れ 〜巨像との戦い〜
26. 祈り
27. 駿馬
28. 廃墟の門番 〜巨像との戦い〜
29. 聖域
30. 儀式の終焉 〜巨像との戦い〜
31. 追っ手
32. 復活の予兆
33. エピローグ 〜残されし者たち〜
34. 希望
35. 陽のあたる大地
36. 記憶
37. 荒野
38. 大地の声
39. 湿原
40. 怒り
41. 最後の戦い
42. 最果ての地（Reprise）

## 演奏者
- Kow Otani - ピアノ、アイリッシュ・ブズーキ、プログラミング
- Midori Takada, Tomoko Kusakari - パーカッション
- Masao Terashima, Tatsuya Shimogami - トランペット
- Osamu Matsumoto, Junkyo Yamashiro, Makio Okawa - トロンボーン
- Otohiko Fujita - ホルン
- Takashi Asahi, Nami Kaneko - フルート
- Tadashi Hoshino - クラリネット
- Masakazu Ishibashi - オーボエ
- Jousuke Ohata - ファゴット
- GEY's AX - 合唱
- Masatsugu Shinozaki Group - 弦楽器

## 制作スタッフ
- Recording Producer - Yuji Saito（IMAGINE）
- Recording Coordination - Masaru（IMAGINE）
- Recorded and Mixed by - Toshiyuki Yoshida（IMAGINE）
- Music Supervisor - Tomonobu Kikuchi（Blue One Music）
- Recorded at - Victor Studio
- Mixed at - Appo Sound Project
- Musician Coordinator - Toshiaki Ota